# The Record Changer
The Record Changer was een Amerikaans jazz-tijdschrift in New York, dat van 1942 tot 1956 bestond. Het was een tijdschrift voor platenverzamelaars van jazz.
Het blad was een van de vele magazines van en voor jazzliefhebbers en platenverzamelaars die eind jaren 30, begin jaren 40 werden opgericht. Ze bestonden allemaal maar kort, The Record Changer heeft zo'n veertien jaar bestaan. Vanaf 1948 was de eigenaar platenverzamelaar Bill Grauer, die zijn vriend Orrin Keepnews als uitgever wist te strikken.
Veel illustraties waren van de hand van Gene Deitch, die tevens de artistiek directeur van het blad werd. Van hem komt de cartoon-figuur van de kale, brildragende oldtime-jazz-liefhebber The Cat, die vaak op de cover verscheen, in de periode 1945-1951.
Vanaf 1948 propageerde het blad vooral de traditionele jazz. Na de overname door Grauer en Keepnews kwam er tevens aandacht voor bebop en Modern Jazz.
In het tijdschrift stonden essays en interviews, alsook discografische informatie.